# 革新線

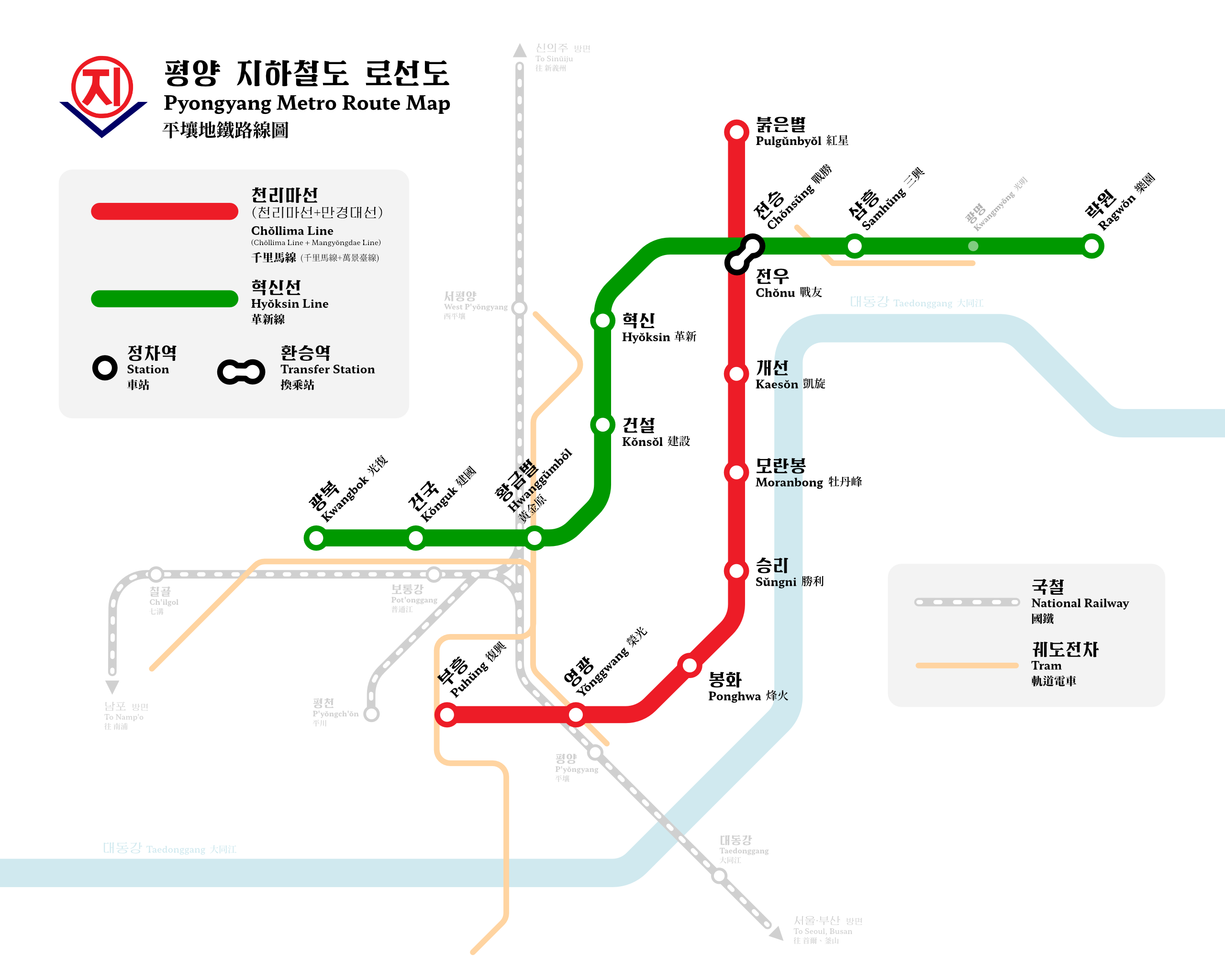
平壤地鐵的路線圖（綠線為革新線）

革新線（又叫：「2號線」；朝鲜语：／ Hyŏksin sŏn */?）是朝鮮民主主義人民共和國的首都平壤之平壤地鐵的一條路線。1960年代開始建設，1975年開始運作。至1978年9月全線貫通。全線長約15公里。各車站裡都鑲嵌著豐富多彩的壁畫描繪朝鮮的革命事件，並有裝飾豪華的吊燈和大理石地面。由於建於地下約100米深的深處，亦可用作戰爭時期的防空洞。

## 路線數據
- 路線長度：9（現改為8）個車站，約15公里
- 軌距：標準軌1,435毫米
- 全線電氣化：直流825伏特，第三軌供電

## 車站
| 車站名稱 | 車站名稱 | 車站名稱    | 接駁路線及車站 | 啟用日期       |
| 中文     | 鮮語     | 鮮語        | 接駁路線及車站 | 啟用日期       |
| 中文     | 諺文     | 轉寫        | 接駁路線及車站 | 啟用日期       |
| 革新線   | 革新線   | 革新線      | 革新線         | 革新線         |
| -------- | -------- | ----------- | -------------- | -------------- |
| 光復     |          | Kwangbok    |                | 1978年9月9日   |
| 建國     |          | Kŏnguk      |                | 1978年9月9日   |
| 黃金谷   |          | Hwanggŭmbŏl | 1978年9月6日   |                |
| 建設     |          | Kŏnsŏl      | 1978年9月6日   |                |
| 革新     |          | Hyŏksin     | 1975年9月9日   |                |
| 戰勝     |          | Chŏnsŭng    | 1975年9月9日   | 千里馬線戰友站 |
| 三興     |          | Samhŭng     | 1975年9月9日   |                |
| 光明     |          | Kwangmyŏng  | 1975年9月9日   |                |
| 樂園     |          | Ragwŏn      | 1975年9月9日   |                |

### 周邊設施
| 光復站   | 萬景臺區域、解放大街                                   |
| 建國站   | 朝鲜国铁平南線普通江站之換乘站普通江區域               |
| 黃金谷站 | 普通江區域、清流館沿河餐廳                             |
| 建設站   | 普通江區域、柳京飯店                                   |
| 革新站   | 西城區域、戰勝紀念館                                   |
| 戰勝站   | 平壤地鐵千里馬線戰友站之換乘站牡丹峰區域、二八文化会馆 |
| 三興站   | 大城區域、金日成綜合大學                               |
| 光明站   | 大城區域、錦繡山紀念宮                                 |
| 樂園站   | 大城區域、大成山之大成山城、游樂園、革命烈士陵         |